# Bad Ditzenbach
Bad Ditzenbach je obec v okrese Göppingen v Bádensku-Württembersku na jihu Německa.

## Historie
Obce Bad Ditzenbach, Auendorf a Gosbach byly až do německé mediatizace v roce 1806 majetkem rodu Helfensteinů. V letech 1422 až 1455 je získalo Württemberské království, které ovládalo většinu okolního území. Město bylo zařazeno do württemberské správní struktury v Oberamtu Wiesensteig až do roku 1810, kdy bylo převedeno do Oberamtu Geislingen. Nedaleká obec Auendorf byla již před mediatizací většinou v držení Württemberska. Auendorf a Gosbach byly až do převodu v roce 1808 pod Oberamt Göppingen přiřazeny k Oberamtu Wiesensteig. V roce 1810 se Auendorf přestěhoval do Oberamtu Göppingen a v témže roce se Gosbach připojil k Ditzenbachu v Oberamtu Geislingen. V roce 1938 byly tyto tři obce začleněny do okresu Göppingen. Dne 1. ledna 1975 byly tyto tři obce sloučeny do nové obce Bad Ditzenbach.

## Symboly

### Znak
Obecní znak Bad Ditzenbachu zobrazuje zlatou kašnu se stříbrnou vodou před zeleným trojvrším, které téměř celé pokrývá pole, rovněž zlaté. Kašna je převzata ze znaku města Bad Ditzenbach a kopec je odkazem na místní terén. Znak obce byl schválen okresním úřadem v Göppingenu 17. srpna 1977 a byla vydána odpovídající vlajka.[ujasnit]

## Geografie
Bad Ditzenbach se nachází v okrese Göppingen v německé spolkové zemi Bádensko-Württembersko. Bad Ditzenbach leží podél hranice okresu Göppingen s okresem Alba-Dunaj na jihu. Území obce se fyzicky nachází ve Středním Kuppenalbu. Nadmořská výška v obci se pohybuje v rozmezí od 777 m n. m. Normalnull po 465 m n. m. podél řeky Fils.

## Politika
Bad Ditzenbach má tři městské části. Auendorf, Bad Ditzenbach a Gosbach. Obec je ve svazku obcí (Verwaltungsgemeinschaft) se sousední obcí Deggingen. Na území obce Bad Ditzenbach se nacházejí dvě opuštěné vesnice Hiltenburg a Leimberg.

## Doprava
Bad Ditzenbach je napojen na německou silniční síť prostřednictvím dálnice Bundesautobahn 8, konkrétně její křižovatky v Mühlhausen im Täle. Místní veřejnou dopravu zajišťuje Verkehrsgemeinschaft Stauferkreis. V letech 1903-1968 byla obec napojena na německou železnici na dráhu Tälesbahn.